# Moskosjaure
Moskosjaure är en sjö i Storumans kommun i Lappland och ingår i Umeälvens huvudavrinningsområde. Sjön har en area på 0,137 kvadratkilometer och ligger 1 006,4 meter över havet. Moskosjaure ligger i Vindelfjällen Natura 2000-område. Sjön ligger i högalpin miljömellan de två fjällen Måskoestjåhke (1690 m) i söder och Skraahpetjåhke (1589 m) i norr. 

## Delavrinningsområde
Moskosjaure ingår i det delavrinningsområde (731310-147131) som SMHI kallar för Ovan 731195-147167. Medelhöjden är 1 252 meter över havet och ytan är 3 kvadratkilometer. Räknas de 3 avrinningsområdena uppströms in blir den ackumulerade arean 6,14 kvadratkilometer. Syterbäcken som avvattnar avrinningsområdet har biflödesordning 2, vilket innebär att vattnet flödar genom totalt 2 vattendrag innan det når havet efter 413 kilometer. Avrinningsområdet består mestadels av kalfjäll (96 procent). Avrinningsområdet har 0,14 kvadratkilometer vattenytor vilket ger det en sjöprocent på 4,6 procent.